# ضيفد دالي
ضيفد دالي (الاسم العلمي: Dyschoriste dalyi) هو نوع من النباتات يتبع جنس الضيفد من الفصيلة الأقنتية.